# Oliver Bullough
Oliver Bullough (Wales, 1977) is een Brits onderzoeksjournalist en schrijver. Zijn artikelen worden hoofdzakelijk gepubliceerd door Reuters, The Guardian en The New York Times.

## Biografie
Bullough studeerde moderne geschiedenis aan de Universiteit van Oxford. 
Hij vestigde zich in 1999 in Sint-Petersburg, alwaar hij ruim zeven jaar werkzaam was als correspondent voor Reuters, gespecialiseerd in de regio's Tsjetsjenië en de Kaukasus.
Aanvankelijk werkte hij voor lokale kranten in Sint-Petersburg en Bishkek in Kirgizië. Om verslag te doen van de Tweede Tsjetsjeense Oorlog verbleef hij tot 2006 in Moskou.
Met zijn derde boek Moneyland, Een zoektocht naar het verborgen geld van de superrijken en de multinationals verwierf hij een plek in de westerse publieke opinie, waarin de toenemende ongelijkheid in inkomens en vermogens steeds meer aandacht kreeg.
Bullough beschrijft hoe criminelen en superrijken met behulp van schimmige financiële constructies honderden miljoenen uit het zicht van de fiscus en justitie weten te houden. Tal van Oost-Europese oligarchen investeren miljoenen in vastgoed in Londen en op één adres in diezelfde stad zijn zo’n 2000 brievenbusbedrijven gevestigd. Verder zijn onder andere Nederlandse banken van reputatie de afgelopen tijd fors beboet wegens onvoldoende alertheid op witwaspraktijken.
Na een bezoek aan het weelderige interieur van een geheim buitenverblijf van de begin 2014 gevluchte Oekraïenese president Janoekovytsj begon Bullough zijn onderzoek naar de samenhang van de geldsporen, die zich dan weer in de bovenwereld en dan weer in of nabij de onderwereld voordoen. Het onderzoek brengt hem in wat hij Moneyland noemt, een virtuele wereld van brievenbusmaatschappijen, belastingontwijking en paspoorten op bestelling.
Volgens NRC-journalist Joris Kooiman ontrafelt Bullough in zijn boek Moneyland "een cynisch systeem, bestierd door Westerse juristen en bankiers, die kleptocraten en criminelen helpen gestolen geld te verbergen, terwijl de superrijken hun legale vermogens afschermen voor de belastingdienst. Uiteindelijk stroomt alles naar jachten en vastgoed in steden als New York, Londen en Miami".